# Junik (kommun)
Junik (serbiska: Opština Junik, Општина Јуник, albanska: Junik, serbiska: Јуник) är en kommun i Kosovo. Den ligger i den västra delen av landet, 80 km väster om huvudstaden Priština.